# ليشان بودا العملاق
تمثال ليشان بوذا العملاق يقع عند نقطة التقاء ثلاثة أنهار في الجزء الجنوبي لمحافظة سيشوان، بالقرب من مدينة ليشان في الصين. بُني هذا التمثال أثناء فترة حكم سلالة تانغ (618-907)م. ويعد التمثال أكبر تمثال لبوذا منحوت في الصخر في العالم.
أدرجت المنطقة الواقع فيها التمثال العملاق كموقع للتراث العالمي منذ عام 1990 بواسطة اليونيسكو. والتمثال لم يتضرر من الزلزال الذي ضرب الصين عام 2008.

## نبذة تاريخية
بدأ نحت التمثال في عام 713 تحت إشراف راهب بوذي يُسمى «هي تونج»؛ أملاً في أن يُهدئ بوذا مياه النهر القوية التي تضرب سفن الشحن المارة في النهر. وبعد موت الراهب، توقف بناء التمثال بسبب نقص في التمويل. وبعد 70 سنة تقريباً، قرر الحاكم العسكري للمنطقة تبَّني المشروع وتمويله. وقد قام أتباع الراهب البوذي «هي تونج» بإكمال عملية النحت في عام 803. يبدو أن كثرة الحجارة الملقاة في النهر جراء عملية نحت التمثال إلي أدت تهدئة مياه النهر. مما سمح للسفن بالمرور.

## الأبعاد
يبلغ طوله 71 متراً، وعرض ما بين كتفيه حوالي 28 متراً، ارتفاع الأذنان حوالي 7 أمتار، ارتفاع الرأس 14.7 متر وقد استغرق بناؤه 90 سنة.

## التهديدات
وقع تمثال بوذا ليشان -كما العديد من المواقع الأثرية الصينية- ضحية للتلوث الناتج من التطوير العشوائي للمنطقة. ويعاني التمثال ظهور بقع سوادء علي وجهه، وتحول أنفه للون الأسود نتيجة التلوث.
وقد قامت الحكومة المحلية بإغلاق المصانع ومحطات الكهرباء المحيطة بموقع التمثال، وقد تعهدت الحكومة الصينية بإجراءعمليات تطوير للموقع الأثري.

## معرض صور

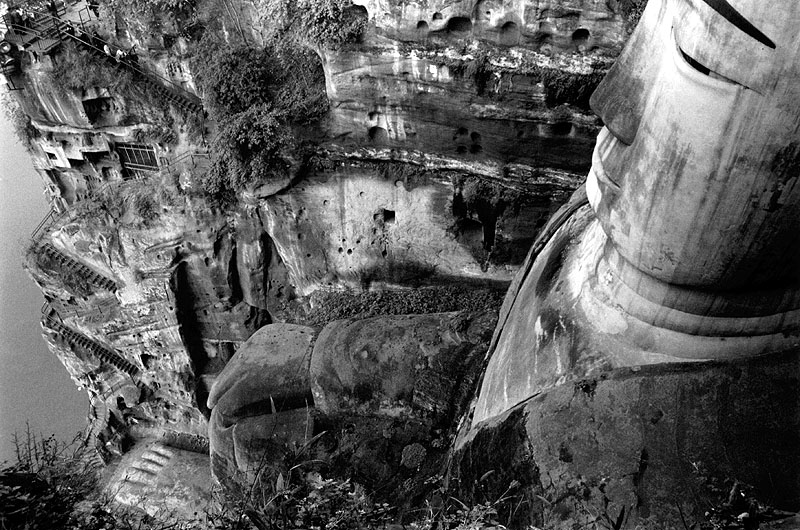
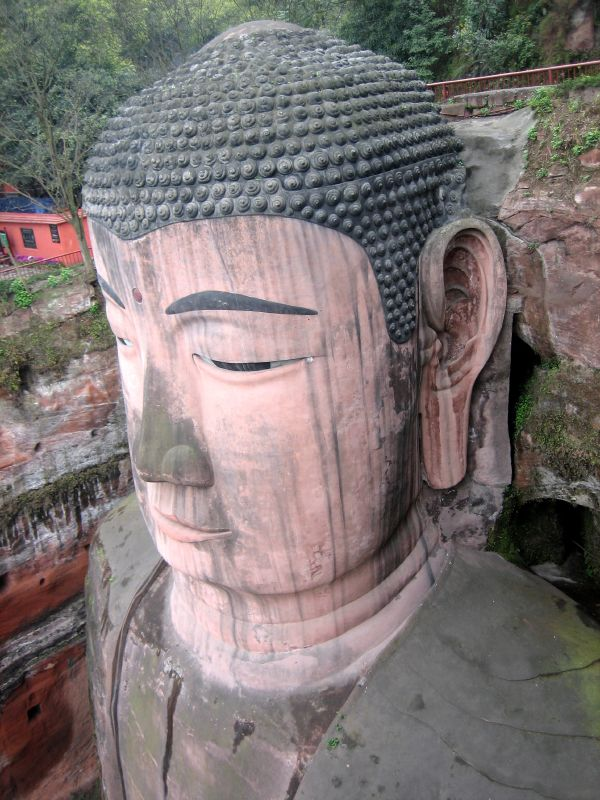
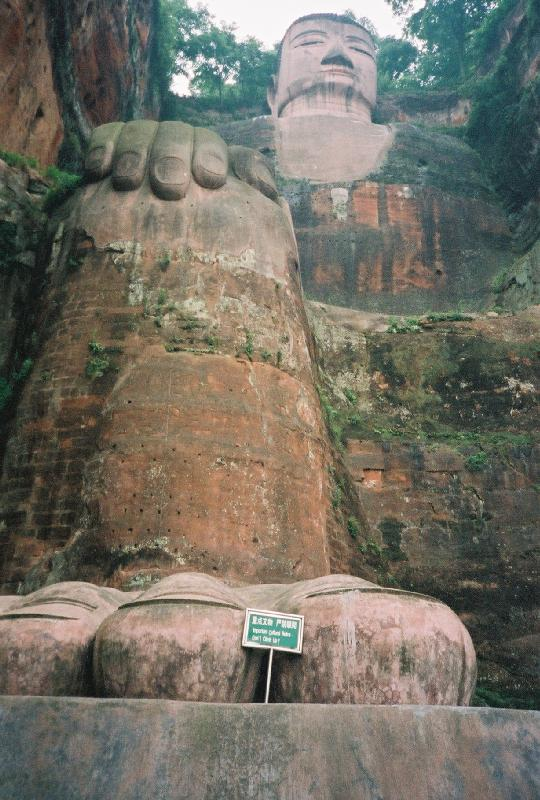
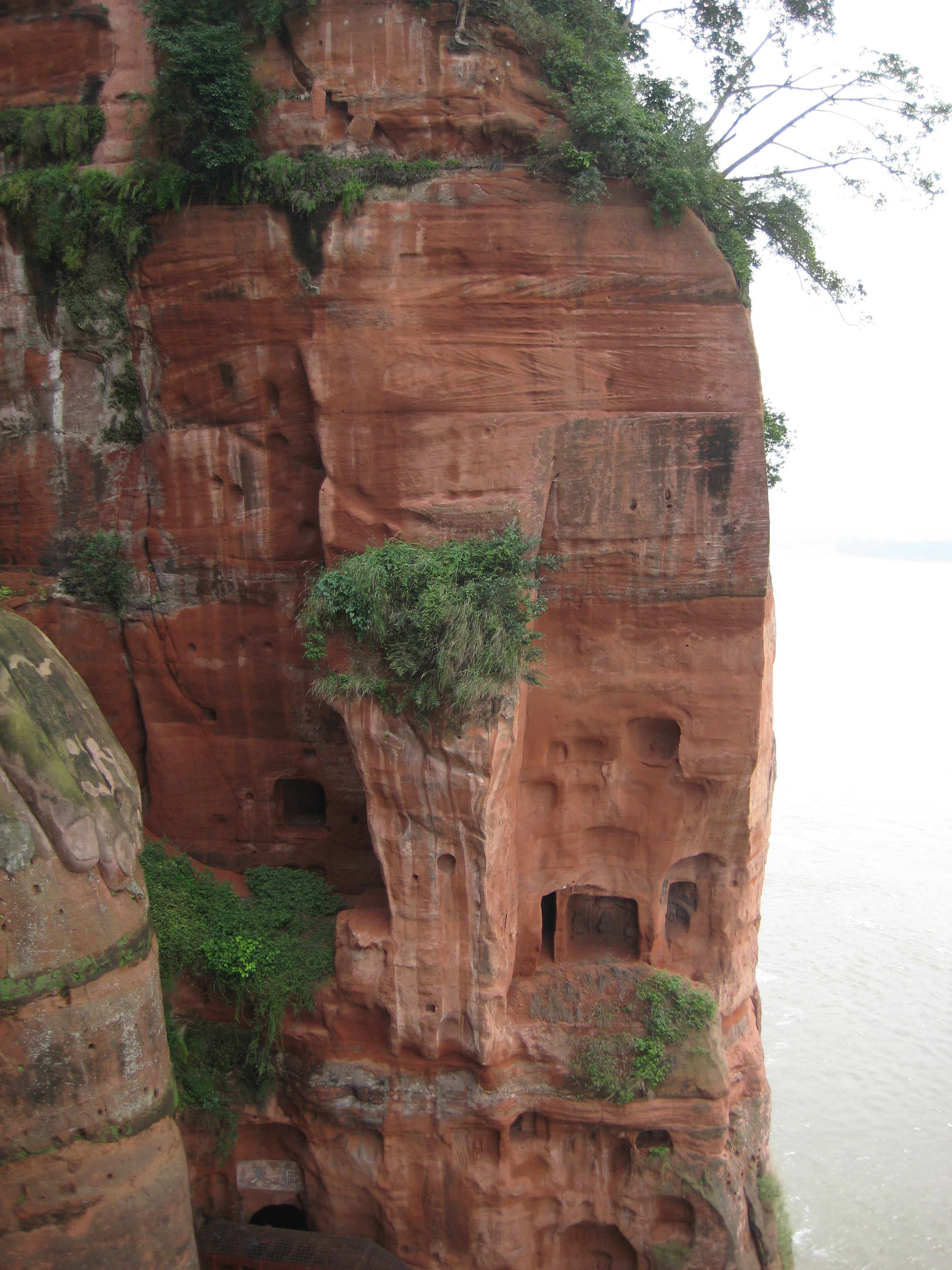
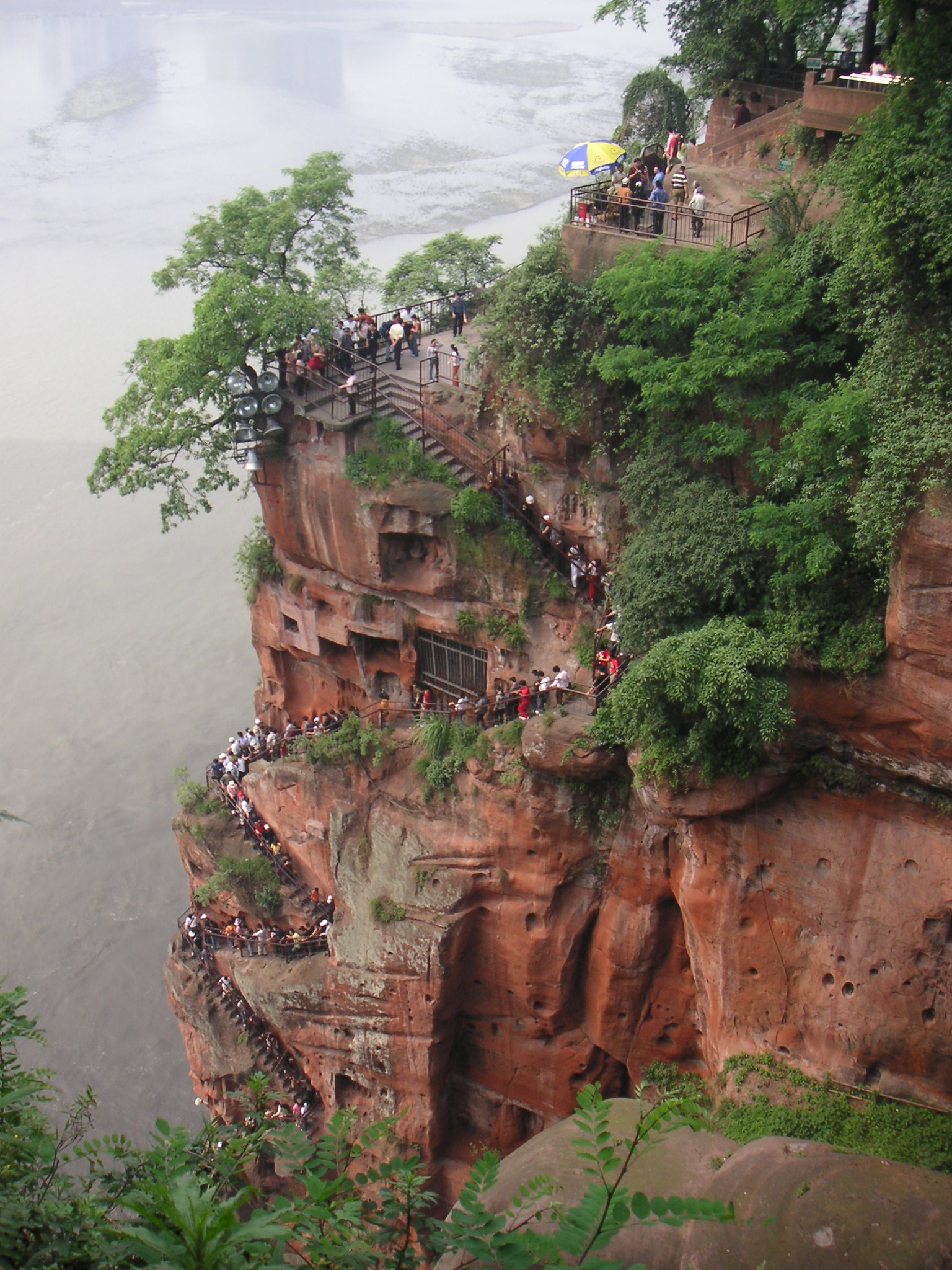
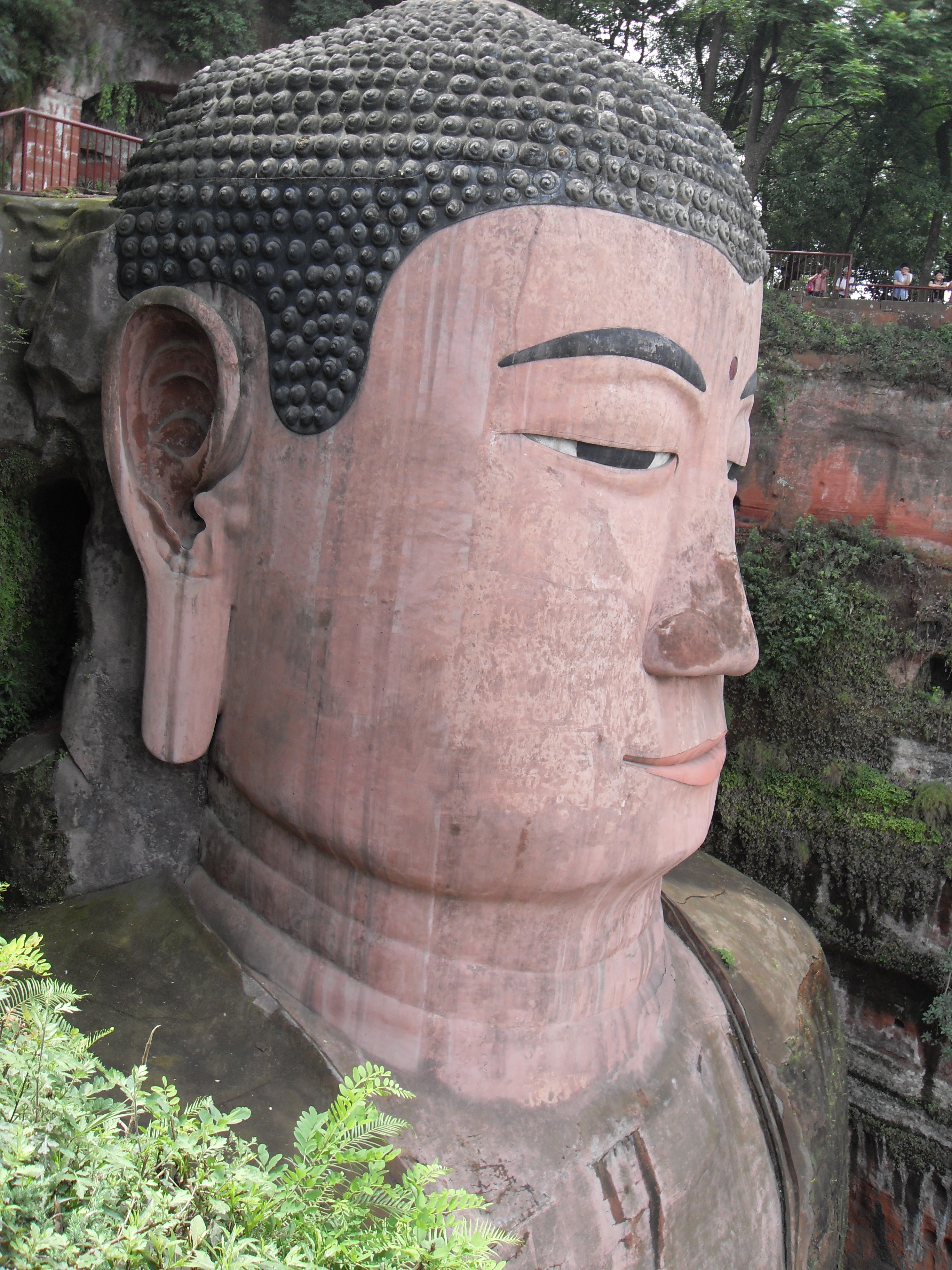

- 1=منظر جبل آماي الطبيعي يضم بوذا لهشان الكبير

## انظر ايضاً
- قائمة مواقع التراث العالمي في الصين